# کوه یخ آبی
یک کوه یخ آبی (انگلیسی: Blue iceberg) پس از ذوب شدن یخ از بالای آب قابل مشاهده است که باعث می‌شود بخش صاف یخ از زیر آب واژگون شود. یخ آبی کمیاب از فشرده شدن برف خالص تشکیل می‌شود که سپس به یخچال طبیعی تبدیل می‌شود.

کوه‌های یخی نیز ممکن است به دلیل انکسار نور و سن آبی به نظر برسند. کوه‌های یخی قدیمی تر رنگ‌های زنده سبز و آبی را نشان می‌دهند که ناشی از غلظت بالای رنگ، میکروب‌ها و یخ فشرده‌است. یکی از معروف‌ترین کوه‌های یخی آبی در آب‌های سرامیلیک فجورد در نزدیکی گرینلند قرار دارد. این کوه یخی به عنوان یک کوه یخی آبی الکتریکی توصیف می‌شود و برای مردم محلی به عنوان «الماس آبی» شناخته می‌شود.

## فیزیک نور و رنگ

### کوه‌های یخ سفید
معمولاً کوه‌های یخی سفید دیده شده رنگ خود را از برف و یخ بندان باقی مانده روی سطح به دست می‌آورند که منجر به بازتاب یکنواخت نور تابشی می‌شود. یخچال‌های جوانی که سال‌ها تحت فشار قرار نگرفته‌اند نیز ممکن است سفید به نظر برسند. با توجه به سن کوه یخی، مقدار زیادی هوا و سطوح بازتابنده وجود دارد. کوه یخی به راحتی نور خورشید را به صورت نور سفید منعکس می‌کند.

### جذب نور ترجیحی و سن
کوه‌های یخ آبی از یخچال‌های قدیمی‌تر و عمیق‌تر ایجاد می‌شوند که صدها سال تحت فشار فوق‌العاده‌ای قرار گرفته‌اند. این فرایند هوایی را که در ابتدا با بارش برف در یخ گیر کرده بود آزاد می‌کند و از بین می‌برد؛ بنابراین، کوه‌های یخی که از یخچال‌های قدیمی‌تر تشکیل شده‌اند، هوای داخلی یا سطوح بازتابنده کمی دارند. هنگامی که نور با طول موج بلند (یعنی قرمز) از خورشید به کوه یخ برخورد می‌کند، به جای بازتابش جذب می‌شود. نور منتقل شده یا شکسته شده از طریق یخ به رنگ آبی یا سبز آبی برمی گردد. یخچال‌های قدیمی‌تر نیز نور فرودی را ترجیحاً در انتهای طول موج کوتاه طیف (یعنی آبی) به دلیل پراکنش ریلی منعکس می‌کنند، تقریباً به همان روشی که آسمان را آبی می‌کند.

### طیف رنگ و آب
نور جذب شده و در آب منعکس می‌شود. نور سفید مرئی از طیف رنگی رنگین کمان، از قرمز تا بنفش تشکیل شده‌است. همان‌طور که نور در آب حرکت می‌کند، امواج نور از انتهای قرمز طیف پراکنده می‌شوند (یعنی جذب می‌شوند)، در حالی که امواج نور از انتهای آبی برجسته تر می‌شوند.

غواصان زیر آب تجربه مستقیمی از این اثرات دارند. بالای آب، همه رنگ‌ها قابل مشاهده می‌مانند. همان‌طور که غواص در زیر آب عمیق‌تر شنا می‌کند، رنگ‌ها شروع به ناپدید شدن می‌کنند که با قرمز شروع می‌شود. در عمق تقریبی ۳۰ فوت (۹٫۱ متر)، قرمزی دیگر با چشم غیرمسلح قابل مشاهده نیست. در ارتفاع ۷۵ فوتی (۲۳ متری)، رنگ زرد سبز مایل به آبی به نظر می‌رسد، زیرا آب نور زرد را جذب کرده‌است. در نهایت، تمام آنچه که با چشم غیر مسلح قابل مشاهده است، به عنوان جهش آبی یا سبز ظاهر می‌شود، در حالی که آب بالای سطح نور خورشید را فیلتر می‌کند. هنگامی که غواص به عمق اقیانوس شنا می‌کند، متوجه می‌شود که رنگ‌های آبی شروع به ناپدید شدن می‌کنند، تا جایی که دنیای زیر آب در اعماق سطح، کاملاً سیاه می‌شود و اصلاً هیچ رنگی ندارد.